# Отношения между Русия и Таджикистан
Руско-таджикистански отношения (на руски: Российско-таджикские отношения) се отнасят за двустранните отношения между Русия и Таджикистан. Русия е първата страна признала независимостта на Таджикистан. Русия отваря своето посолство в Душанбе през 1992 г. Таджикистан отваря своето посолство в Москва година по-късно.
Взаимоотношенията между двете страни са приятелски. Таджикистан приема Русия за свой партньор. Русия прави множество инвестиции в Таджикистан в сферата на енергетиката, металната и минната строителна индустрия. През последните години Русия е инвестирала повече от 700 милиона долара.
От 2008 година двете държави правят ежегодни срещи на външните си министри и подписват годишна програма за сътрудничество.

## Визити

### В Таджикистан
- 2003 г. Сергей Миронов, президент на Русия.
- 2004 г. Владимир Путин, президент на Русия.
- 2005 г. Председател на руската Държавна Дума Борис Гризлов.
- 2008 г. Владимир Путин, президент на Русия.
- 2011 г. Владимир Путин, президент на Русия.
- 2012 г. Владимир Путин, президент на Русия.
- 2013 г. Председател на Руската Държавна Дума Сергей Нарушкин.

### В Русия
- 1999 г. Емомали Рахмон президент на Таджикистан.
- 2000 г. Емомали Рахмон президент на Таджикистан.
- 2001 г. Емомали Рахмон президент на Таджикистан.
- 2005 г. Емомали Рахмон президент на Таджикистан.
- 2007 г. Емомали Рахмон президент на Таджикистан.
- Парламентарна делегация на Таджикистан.
- 2013 г. Емомали Рахмон президент на Таджикистан.

## Споразумения
Договор за приятелство, сътрудничество и взаимопомощ подписан на 25 май 1993 г.
По време на визитата през 1999 г. Президента на Таджикистан подписва със своя руски колега договор за взаимодействие между двете страни, както и документи, уреждащи статута и условията на военните бази на Русия в Таджикистан.
През 2008 г. е подписано споразумение за откриване на клонове на водещи университети на Русия в Таджикистан.
През 2012 г. по време на визитата си, Владимир Путин подписва документи за сътрудничество във военната област, областта на доставките на петролни продукти и енергия, както и редица документи за развитие на сътрудничеството в областта на миграцията.

## Търговия между Русия и Таджикистан
Ключова роля в развитието и укрепването както на икономическото, така и научно-техническо сътрудничество играе Таджикски-руската междуправителствена комисия за търговско и икономическо сътрудничество. Русия е главния търговски партньор на Ребуплика Таджикистан.
Руската компания „Газпром“ има подписано споразумение с правителството на Таджикистан за реализация на дейности и проучвателни работи по бъдещи петролни и газови проекти на страната.

## Военно сътрудничество
Таджикистан изпитва трудности при опазването на мира и териториите си, затова Русия често предлага своята помощ в локални военни конфликти. Едно от последните събития, които показват нестабилността на управлението на Емомали Рахмон са престрелките в столицата Душанбе. Въпреки инвестициите, които правят Китай, Катар, Южна Корея и Иран и желанието на Таджикистан, да не е толкова зависима от Москва, главният пазител и гарант на политическата и икономическа стабилност в региона остава Русия. Русия използва това, за да засили своите икономически и военни позиции в обеднялата страна.